# Социальное влияние
Социа́льное влия́ние — процесс в социальной психологии, во время которого происходит изменение поведения, чувств, эмоций или мнения индивида вследствие того, что совершают в его отношении другие люди, в том числе в результате целенаправленного воздействия и манипулирования. 
Социальное влияние осуществляется различными средствами (орудия влияния) и методами (убеждение, принуждение и так далее), и может принимать разные формы и может быть принято в рамках общественного договора, может иметь форму давления, быть поводом и результатом послушания, руководящего воздействия, убеждения, а также результатом маркетинга.

## Виды влияния
В 1958 году профессор Гарвардского университета психолог Герберт Кельман выявил и описал три основных варианта влияния:
- Конформизм — индивид, казалось бы, согласен с мнением других, но в действительности сохраняет своё мнение
- Идентификация — индивид находится под влиянием авторитета
- Интернализация (принятие) — люди принимают навязанные влиянием убеждения и соглашаются с ними, как снаружи, так и внутри

## Направления исследований
Джон Тернер описывает следующие проблемы социальной психологии влияния:
- Конформность. Социальная конформность — это движение отличающегося от группы индивидуума (или отличающихся от группы индивидуумов) в сторону групповых норм вследствие скрытого или явного давления со стороны членов этой группы[3]
- Групповая поляризация — феномен расхождения к полюсам мнений в процессе принятия группового решения
- Влияние меньшинства — на большинство влияет принятие убеждений или поведения меньшинства. Эффект меньшинства чаще всего действует через информационное социальное влияние в отличие от нормативного социального влияния (Теория информационного и нормативного влияния Мортона Дойча и Гарольда Джерарда разделяет конформность на 2 этих составляющих. Они описывают 2 психологические потребности, которые приводят человека к адаптации по отношению к ожиданиям других. Это необходимость сохранения положительного образа себя (информационное влияние — informational social influence) и потребность быть социально приемлемым (нормативное влияние — normative social influence)[4]
- Влияние власти — способности оказывать давление. Сюда входят повиновение (авторитету), уступчивость (соглашение с другими) и управление впечатлением («акт самовыражения, направленный на создание благоприятного образа в глазах других людей»[3])
- Убеждение — изменение установки влиянием

## Принципы влияния
Роберт Чалдини выделяет 6 «орудий влияния»:
- Правило взаимного обмена — чувство признательности вызывает желание отплатить человеку (пойти ему на уступку)
- Обязательство и последовательность — люди не любят противоречий. Когда они соглашаются с идеей или поведением, они придерживаются их
- Социальное доказательство — «делай как другие — не ошибёшься»
- Благорасположение — люди склонны подчиняться тем, кто им нравится
- Авторитет — люди склонны слепо следовать указаниям авторитета
- Дефицит — воспринимаемое ограничение ресурсов создаёт спрос